# Ваксель, Савелий Лаврентьевич
Саве́лий (Свен) Лавре́нтьевич (Ларссон) Ва́ксель (швед. Sven Larsson Waxell; 1701, Стокгольм — 1762, Санкт-Петербург) — офицер российского императорского флота, мореплаватель, участник Второй Камчатской экспедиции в составе отряда Беринга — Чирикова, старший офицер пакетбота «Святой Пётр», после смерти капитан-командора В. И. Беринга принял командование экспедицией и гукором «Святой Пётр», построенного из обломков пакетбота. С 1751 года командовал линейными кораблями Балтийского флота, участник Семилетней войны, капитан 1 ранга. Его именем названы два мыса. Основатель российского дворянского рода Вакселей.

## Биография
Свен Ларссон Ваксель родился в 1701 году в Стокгольме (Швеция) в семье хозяина таверны. В 15 лет начал службу в английском флоте. В 1724 году поступил на российскую службу волонтёром. Принял русское имя — Савелий Лаврентьевич Ваксель. 4 (15) июня 1726 года принят в службу на флот штурманом, плавал на судах Балтийского флота.
2 (13) февраля 1733 года по собственному желанию назначен во Вторую Камчатскую экспедицию в чине лейтенанта с исполнением должности штурмана. К концу 1733 года прибыл с экспедицией в Тобольск, затем — в Енисейск и Якутск. В 1737—1741 годах под командованием А. И. Чирикова принимал участие в переброске провианта и снаряжения экспедиции из Якутска в Охотск. В 1741 году В. И. Берингом назначен старшим офицером пакетбота «Святой Пётр». В 1741—1742 годах, в составе отряда Беринга — Чирикова участвовал в плавании к северо-западным берегам Америки. С ним в плавании находился его двенадцатилетний сын Лоренс. Зимовал на острове Беринга (остров назван по предложению С. Вакселя и С. Хитрово). 9 (20) ноября 1741 года после смерти капитан-командора Беринга возглавил экспедицию. Как и многие члены экипажа С. Ваксель болел цингой, 21 ноября его больного на руках перенесли с пакетбота в лодку, а затем доставили на берег, где уже находились остальные больные члены экспедиции. У Вакселя от болезни были парализованы руки и ноги, но он продолжал руководить экспедицией. 28 ноября во время сильнейшего шторма на берег был выброшен и разбит пакетбот. Под руководством С. Вакселя из остатков пакетбота был построен одноимённый гукор «Святой Пётр», на котором экипаж под командованием С. Вакселя 27 августа (7 сентября) 1742 года вернулся на Камчатку. После возвращения из экспедиции передал в Адмиралтейств-коллегию рапорт об итогах экспедиции и карту плавания «Святого Петра».

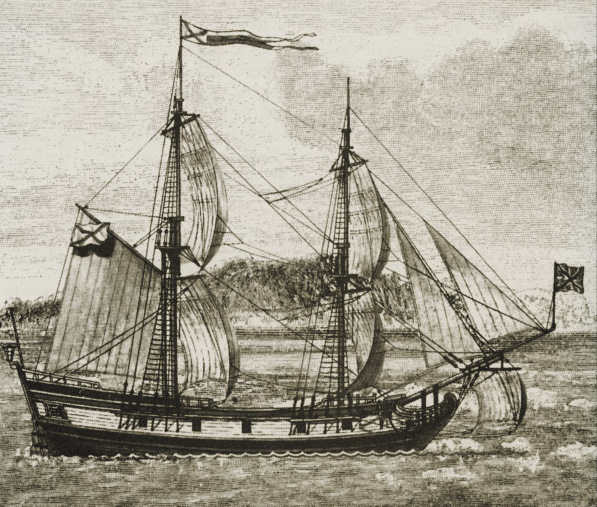
Пакетбот «Святой Пётр» на рисунке XIX века

Во время экспедиции С. Ваксель сдружился с штурманом пакетбота «Святой Пётр» С. Хитрово, с которым вёл судовой журнал плавания «Святого Петра» к берегам Америки. В 1742—1744 годах вместе с другими штурманами экспедиции Иваном Елагиным, Харламом Юшиным и Софроном Хитрово, С. Ваксель под руководством А. И. Чирикова, составили карты с маршрутами плаваний «Святого Петра» и «Святого Павла». Впоследствии С. Ваксель, совместно с С. Хитрово, сочинил «Карту видимой земли американской и с островами вновь сысканными…». В 1892 году эта уникальная карта, с рисунками алеутов и вулканов, была представлена на Географической выставке в Москве.
15 (26) июля 1744 года зачислен в чин капитана 2 ранга. В 1745 году принял дела Второй камчатской экспедиции у  больного А. И. Чирикова. С 1744 по 1748 годы находился в городе Енисейске, затем уехал в Санкт-Петербург.  20 ноября (1 декабря) 1749 года произведён в капитаны 2-го ранга со старшинством с 1744 года. В 1751—1761 годах плавал на Балтийском море. 5 (16) сентября 1751 года года назначен командиром 66-пушечного линейного корабля «Уриил», находился в практическом плавании в Финском заливе до острова Готланда. С 1752 года — командовал кораблём «Святой Иоанн Златоуст Первый». В 1754 году назначен командиром 54-пушечного линейного корабля «Варахаил».
25 декабря 1755 год (5 января 1756)а произведён в чин капитана 1-го ранга. С 1755 года командовал 66-пушечным линейным кораблём «Святой Александр Невский», в 1756 году находился в составе практической эскадры Балтийского моря. В 1757 году был назначен командиром 54-пушечного линейного корабля «Святой Николай», плавал с флотом в Данциг и к Карлскроне. В 1758 году командовал 80-пушечным линейным кораблём «Святой Павел», 3 августа того же года назначен на должность интенданта в Кронштадте. В 1758 году С. Ваксель подготовил к изданию книгу воспоминаний «Извлечение из моего журнала, а также из журналов других офицеров, которые мы вели во время Камчатской экспедиции, отправленной из Санкт-Петербурга в 1733 году. В нем кратко описаны задачи экспедиции, ее ход, открытия, перенесенные бедствия и окончание. Пером более искусным, чем мое, не меняя основного содержания рассказа, она могла быть описана ярче, обширнее и подробнее» (книга С. Вакселя под названием «Вторая Камчатская экспедиция Витуса Беринга» впервые в СССР вышла свет в 1940 году).
В 1759 году командовал кораблём «Святой Дмитрий Ростовский» при проводке его из Санкт-Петербурга в Кронштадт. В 1760—1761 годах командовал тем же кораблём в составе эскадры адмирала З. Д. Мишукова при осаде Кольберга.
Умер 14 (25) февраля 1762 года в Санкт-Петербурге.

## Семья
В 1728 году Савелий Ваксель женился в Ревеле на Gertred Juliana Clerck. В семье было три сына: Лаврентий (1729—1781) — военный моряк, главный командир Архангельского порта, капитан генерал-майорского ранга; Савелий (1730—1781) — подполковник, коллежский советник в Адмиралтействе, был женат на Анне Ивановне представительнице рода Корсаковых; Василий — подполковник, первый член Смоленской межевой конторы; действительный статский советник. Внук Савелия Вакселя — Лев Савельевич (1776—1816) — был российским естествоиспытателем, энтомологом, археологом, специалистом в области механики; инженером-полковником.

Герб дворянского рода Вакселей

Дети Савелия Вакселя Лаврентьевича были жалованы Императрицей Екатериной II 29 ноября (10 декабря) 1778 года дипломом на потомственное дворянское достоинство. В описании герба записано: «Щит разделен горизонтально на две части; из коих в верхней в голубом поле восьмиугольная Звезда серебряная, и внизу оной протекает Река; в нижней части в серебряном поле Якорь железный, имеющий анкер-шток из черного дуба, с кольцом железным. Щит увенчан обыкновенным дворянским Шлемом с дворянскою на нем Короною, на поверхности которой видны страусовые перья, и на их средине серебряная звезда. Намет на щите голубой с золотом. Лаврентия, Василья и Савелия Вакселей отец Свен Ваксель вступая в Российскую службу во флот, был в Камчатской Экспедиции, и по возвращении открыл на 4900 верст от Камчатки многое число островов, и имел чин флота Капитана 1го ранга; да и сами они имея чины, первый Бригадира, а последние двое Подполковников, в 1778 м году Ноября 29го пожалованы на дворянское достоинство Дипломом, с коего копия хранится в Герольдии». Копия с родового герба была выдана майору Павлу Васильевичу Вакселю 16 ноября 1801 года и предоставлена им при прошении о внесении в дворянскую родословную книгу Московской губернии"

## Память
Именем Савелия Лаврентьевича Вакселя названы два мыса:
- мыс Вакселя на северо-восточном побережье Таймыра (залив Фаддея, море Лаптевых), был назван в 1919 году полярным исследователем Р. Амундсеном[4][20].
- мыс Вакселя (остров Беринга, Командорские острова) (в 1827 году переименован мыс Северо-Восточный)[3][20].